# Fulvio Fulgonio
Fulvio Fulgonio (* 24. Mai 1832 in Fiorenzuola d’Arda; † 24. Juli 1904 in Mailand) war ein italienischer Schriftsteller und Librettist.
Fulgonio veröffentlichte bereits zweiundzwanzigjährig sein erstes Drama Amore e poesia. Es folgten 1858 Visione und Il medico e l’orfanello; letzteres wurde im gleichen Jahr in Piacenza aufgeführt. 1861 folgte das Stück Zuleica. Daneben arbeitete er mit der demokratisch-republikanischen Zeitschrift L’Agitatore zusammen, wo er u. a. Gedichte und ein Drama veröffentlichte.
1869 übersiedelte Fulgonio nach Mailand. Dort gewann er die Freundschaft von Autoren wie Antonio Ghislanzoni, Luigi Illica, Giuseppe Giacosa und Arrigo Boito und arbeitete ab 1872 für das von Achille Bizzoni und Felice Cavallotti gegründete Gazzettino rosa, wo er unter Pseudonymen wie Farfarello, Marameo und Strimpellatore publizierte. Nach dem Drama I pezzenti von Cavallotti verfasste er ein Opernlibretto, das 1877 von Luigi Canepa komponiert und 1879 am Teatro alla Scala uraufgeführt wurde.
Neben Dramen wie Torquato Tasso und Beatrice Tenda verfasste Fulgonio mehr als einhundert Opernlibretti, darunter Riccardo III nach William Shakespeare (vertont von Luigi Canepa, 1879) I Moncada (vertont von Romualdo Marenco, 1890), Bianca di Cervia (vertont von Antonio Smareglia, 1882), Tito Vezio (vertont von Alberto Giovannini, 1884), Nestorio (vertont von Giuseppe Gallignani, 1888) und Dal sogno alla vita (vertont von Virginia Mariani Campolieti, 1898).
Daneben arbeitete er für La Farfalla, La Commedia umana, Il Trovatore, Arte drammatica und andere Literatur- und Theaterzeitschriften. Im Secolo Lombardia veröffentlichte er viele Jahre lang Farcen zu aktuellen Themen. 

## Quelle
- Maurizio De Meo: Fulgonio, Fulvio. In: Fiorella Bartoccini (Hrsg.): Dizionario Biografico degli Italiani (DBI). Band 50: Francesco I Sforza–Gabbi. Istituto della Enciclopedia Italiana, Rom 1998.

| Personendaten    | Personendaten                               |
| ---------------- | ------------------------------------------- |
| NAME             | Fulgonio, Fulvio                            |
| ALTERNATIVNAMEN  | Farfarello; Marameo; Strimpellatore         |
| KURZBESCHREIBUNG | italienischer Schriftsteller und Librettist |
| GEBURTSDATUM     | 24. Mai 1832                                |
| GEBURTSORT       | Fiorenzuola d’Arda                          |
| STERBEDATUM      | 24. Juli 1904                               |
| STERBEORT        | Mailand                                     |